# All Media Network
All Media Network, in precedenza All Media Guide (o AMG), è la società statunitense proprietaria dei siti AllMusic, AllGame, AllMovie, SideReel e Celebified, dedicati all'informazione nei settori della musica, dei videogiochi e del cinema.
Il core business dell'AMG consiste nella gestione di un grande database di metadati su film, videogiochi, musicisti, album e generi musicali. Il database è accessibile attraverso Internet e viene utilizzato da numerosi sistemi software, tra cui: i sistemi di vendita di decine di migliaia di negozi in tutto il mondo; Windows Media Player e software analoghi che vi accedono per identificare CD e DVD; numerosi siti web che ricavano parte dei propri contenuti dai metadati di AMG.

## Storia

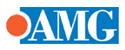
Logo precedente (All Media Guide)

La compagnia fu fondata nel 1991 a Big Rapids nel Michigan, e nel 1996 trasferì la propria sede ad Ann Arbor. È di proprietà del fondo monetario californiano Yucaipa Companies.
Il 6 novembre 2007 Macrovision annunciò le sue intenzioni di acquistare All Media Guide, divenendone il proprietario poco più di un mese dopo, per 72 milioni di dollari.
Nel luglio 2013, la Rovi Corporation vendette AMG alla All Media Network, già proprietaria dei siti web SideReel e Celebified.

## Prodotti
- AllGame (fino al 2014)[5]
- AllMusic
- AllMovie
- Lasso (una tecnologia di riconoscimento di CD, DVD, MP3 e altro, sviluppata da AllMusic)